# Long Jetty (Nouvelle-Galles du Sud)
Long Jetty est une banlieue de la région de la côte centrale de la Nouvelle-Galles du Sud, en Australie, située sur une péninsule entre le lac Tuggerah et l'océan Pacifique au sud de l'entrée. Il fait partie de la zone de gouvernement local du Central Coast Council.
La seule rue du quartier The Entrance à aller du lac à la mer commence à Long Jetty sous le nom de Toowoon Bay Road.

## Histoire
La jetée qui a donné son nom à la ville est située au bout d'Archbold Road. La jetée a été ouverte en 1915 et a célébré ses 100 ans en 2015. Cela a fourni un service de traversée du lac avec Wyong. À l'époque, certains des principaux services de Long Jetty étaient situés autour de la zone de The Entrance Road / Archibold Street, y compris l'ancien bureau de poste.

## Démographie
En 2016, la population comptait 6 390 habitants et en 2023, la population compte 9 950 habitants.
| Année | Population |
| ----- | ---------- |
| 2016  | 6 390      |
| 2023  | 9 950      |
| 2036  | 10 466     |

## Transports
Red Bus Services (en) est l'opérateur de bus local et exploite plusieurs itinéraires via Long Jetty, à savoir les itinéraires 21-26 et l'itinéraire 29.